# Power Vehicle Innovation
VEA, anciennement P.V.I. (acronyme de Power Vehicle Innovation) était un constructeur de véhicules industriels spécialisé dans la construction de véhicules électriques pour le transport de personnes et de marchandises.
il a été placé en liquidation judiciaire le 6 mars 2017 mais sa branche activité de services et maintenance et d'intégration mécanique a été reprise par le groupe Renault.

## Histoire

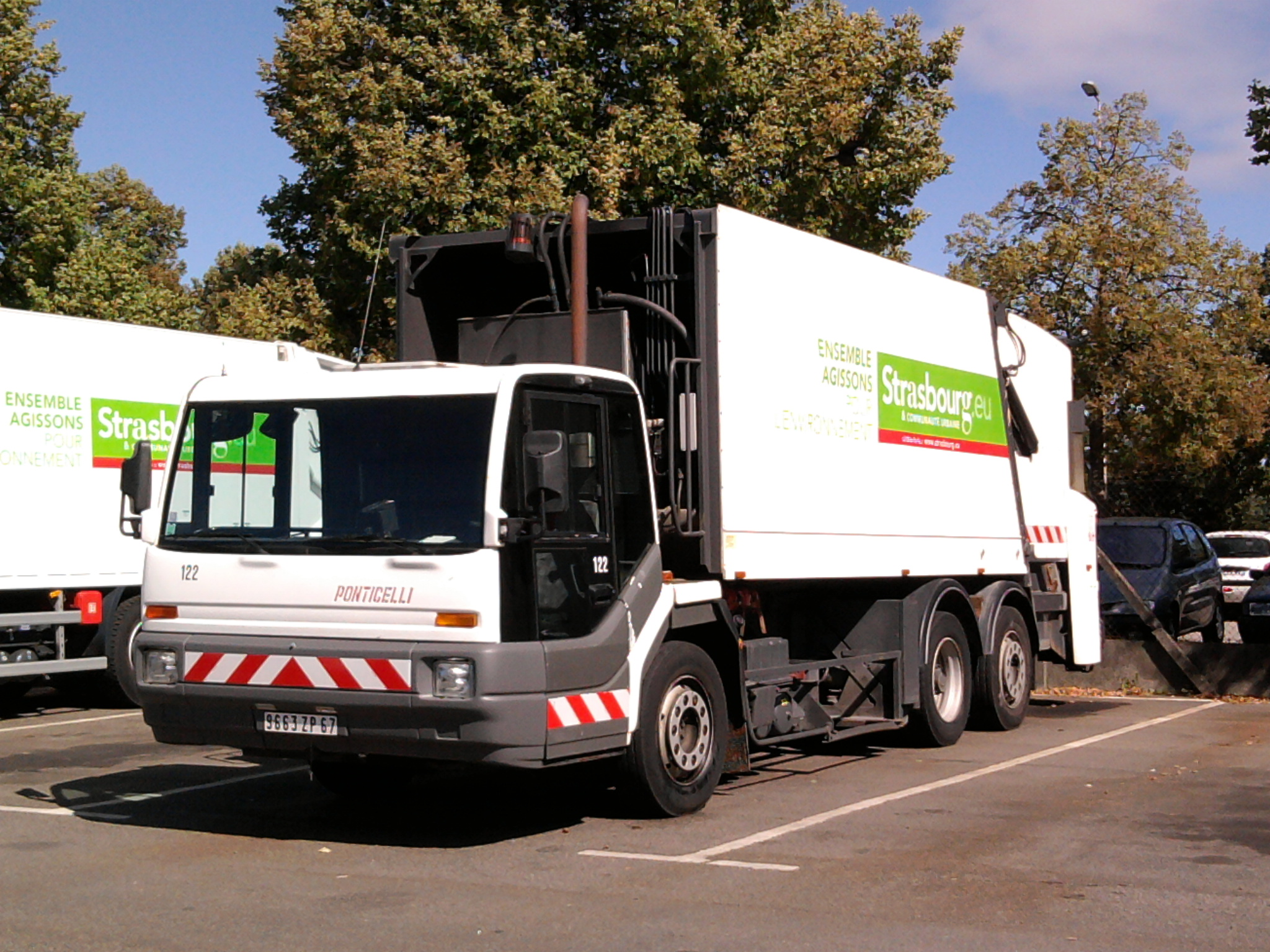
Un Puncher de Ponticelli

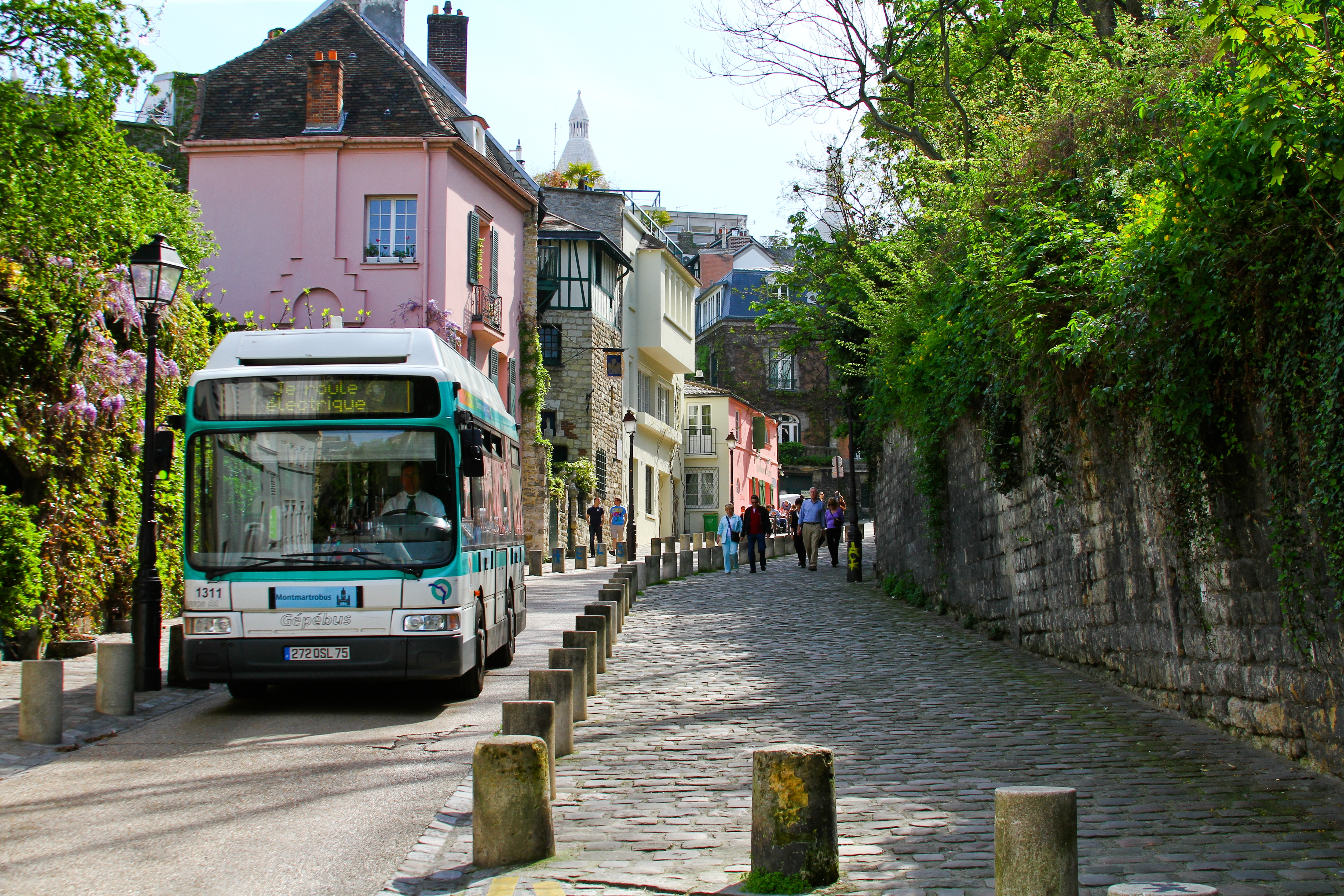
Un Gépébus Oréos 55 de PVI, rue de l'Abreuvoir à Montmartre

La société PVI était initialement un établissement du groupe Ponticelli Frères, division Matériel et Engins Spéciaux. Filialisée en 2000, elle devient PVI (Power Vehicle Innovation). Son actionnariat est aujourd'hui la financière SOVIBUS, une holding regroupant le management de l'entreprise.
PVI a été la première société à concevoir, assembler et commercialiser, sous la marque Gépébus, des bus électriques (Oréos 22 et Oréos 55). Au début des années 1990, elle a aussi été la première à construire des bennes à ordures électriques et bimode (Puncher). En décembre 2001, les Oréos 55 de PVI sont choisis pour équiper la ligne RATP du Montmartrobus et desservent la ligne pendant 15 ans, jusqu’à leur remplacement en novembre 2015 par un modèle plus récent du même constructeur, équipé de batteries Lithium-ion, l’Oréos 4X. 
Dès 2005, PVI choisit d’investir dans le développement de solutions complètes permettant d’équiper des véhicules industriels (bus et camions), de chaînes de traction tout électrique, couplées avec des  batteries Lithium-ion. Ces développements ont permis à l’entreprise de fabriquer et de commercialiser en 2010, une gamme de minibus et de midibus 100% électrique, les  Oréos 2X et  4X . En 2011, PVI développe en partenariat avec Renault qui le commercialise le Maxity électrique. En 2012, la  benne à ordures ménagères (BOM)   CLESS dernière génération d’un  PTAC  de 26 tonnes voit le jour.
Dans les années 2010, PVI mise sur le 100% électrique et met au point une nouvelle génération de véhicules électriques, comprenant notamment de nouveaux modèles de bus électriques (dont les modèles équipés du Watt System),, le premier camion de collecte de déchets 100 % électriques, et le plus gros camion électrique jamais mis en circulation (16 tonnes), en partenariat avec Renault Trucks pour le groupe Carrefour.
En 2012, PVI ouvre une filiale en Chine,, Yantai PVI, dans la province du Shandong, dans le but de s'internationaliser.
En 2013, PVI met au point le Watt system, une technologie de charge rapide des bus en 10 secondes à l’arrêt, aussi appelée « biberonnage ». Elle vise à donner aux bus une autonomie illimitée en circulation sur le réseau. 
En 2014, le premier bus électrique de 12 m équipé de cette technologie sur une base Heuliez GX 317 est mis en service à l'aéroport de Nice, pour desservir les terminaux 1, 2 et les parkings.
En 2014, plus de 400 véhicules homologués et équipés des technologies électriques de PVI sont exploités dans une quarantaine de villes en France et en Europe. En France, les modèles du constructeur représentent la moitié du parc de bus électriques français.
Le 4 juillet 2016, elle est placée en redressement judiciaire.
Le 6 février 2017, elle fait l'objet d'un plan de cession. C'est le groupe Renault qui rachète la branche d'activité de services et maintenance et d'intégration mécanique. Le 6 mars 2017 elle est mise en liquidation judiciaire. Son holding, la financière Sovibus a été liquidée le même jour.

## Activité
PVI est un constructeur français de véhicules pour le transports de personnes et marchandises spécialisé dans les véhicules à énergie alternatives : bus électriques, camions électriques et au gaz naturel pour véhicules (GNV), bennes à ordures ménagères électriques et GNV.

## Modèles
PVI construit et commercialise les véhicules électriques suivants :
Transport de personnes :
- Gépébus Oréos 2X, minibus électrique de 7 m et 22 places avec une autonomie d'environ 120 km.
- Gépébus Oréos 4X, minibus électrique de 9 m et 49 places avec une autonomie d'environ 120 km. Ce modèle a équipé la ligne RATP du Montmartrobus — à laquelle a succédé la ligne 40 en 2019 — depuis novembre 2015, en remplacement des anciens Oréos 55E, en service depuis décembre 2001[18].
- WATT system, bus électrique de 12 m dont la charge s’effectue à chaque arrêt par connexion avec un dispositif de stockage et de transfert d'énergie via un bras articulé, selon un processus dit de « biberonnage »[19]. Ce dispositif (ou « totem ») peut être intégré aux abribus ou au mobilier urbain.

Transport de marchandises : 
- Renault Puncher, camion de propreté urbaine fabriqué entre 1995 et janvier 2010.
- CLESS, camion électrique avec une charge utile de 26 t. Fabriqué par Dennis Eagle et vendu par PVI.

De plus, il intègre la chaîne de traction de véhicules au gaz naturel et/ou électriques des véhicules de Renault Trucks (rétrofit) :
- Midlum GNV ou électrique, camion de 12  à   19 t ;
- Premium GNV, camion de 19  à   26 t ;
- Maxity électrique, camion de 3,5 t.